# Ogarit Younan
Ogarit Younan ou Ugarit Yunan née en 1956 est une activiste libanaise pour le mouvement non-violent et les droits civils.

## Biographie
Elle étudie la sociologie au Liban. En 1986, elle obtient une thèse de sociologie et sciences de l'éducation à La Sorbonne à Paris. En 1982, elle rencontre Walid Slaybi, écrivain et militant des droits humains. Le Liban est en guerre. Ogarit Younan et Walid Slaybi s'opposent à un Liban confessionnel et partagent la même conviction dans le mouvement de la non-violence. Ils réunissent chrétiens et musulmans pour les former à la non-violence qui transmettent leur expérience à leur tour. Ils proposent de manifester en chantant aux barrages tenus par les Forces de Sécurité Intérieur munis de fleurs.
En 1983, ils fondent le Mouvement pour les droits humains.
Dans les années 1990, Ogarit Younan et Walid Slaybi déposent un projet de loi sur le mariage civil. Il existe dix-huit communautés religieuses au Liban, dix codes de la famille et autant de tribunaux religieux. Le mariage civil est reconnu uniquement pour les personnes qui contractent un mariage à l'étranger ou les personnes qui rayent la mention de leur religion sur leurs pièces d'identité. La proposition de loi est adoptée.
Depuis 1997, Ogarit Younan et Walid Slaybi font campagne pour l’abolition de la peine de mort. En 2004, un moratoire est instauré au Liban.
De 2009 à 2011, ils mènent un projet pilote avec 78 étudiants venus de six pays arabes et 25 professeurs. Ce projet trouve se pérennise par la création de l’Académie universitaire pour la non-violence et les droits humains (AUNOHR) en 2014. Il s'agit d'une université privée indépendante à but non lucratif qui délivre une formation universitaire sur la non-violence.
Le 14 octobre 2016, sur la proposition de Ogarit Younan et Walid Slaybi, le gouvernement déclare la journée du 2 octobre : journée nationale de la non-violence au Liban. Une statue The Knotted gun de Carl Fredrik Reutersward est installé sur l’artère principale de la marina Zaitouna à Beyrouth.

## Prix
- Pax Christi International Peace Award (en), 2006
- Prix de la prévention des conflits et la paix au Liban, Fondation Ghazal, 2020[7]
- Prix de la Fondation Chirac, 2020[8]
- Prix Gandhi pour la paix, Inde, 2022[9]